# آدم برادلي (صحفي)
آدم برادلي (بالإنجليزية: Adam Bradley)‏ هو ناقد أدبي وصحفي أمريكي، ولد في 1974.